# Trojan Rastafari Box Set
A Trojan Rastafari Box Set egy háromlemezes reggae-válogatás. 2000-ben adta ki a Trojan Records kiadó.

## Számok

### CD 1
1. Ronnie Davis - False Leaders
2. Winston Jarrett - Tired Of The System
3. Don Carlos - Back Weh With Your Mix Up
4. Michael Prophet - Jah Jah Rain A Fall
5. Ronnie Davis - Rivers Of Babylon
6. Mike Brooks - Oh Oh Natty Dread
7. Vernon Buckley - Save Us Jah
8. Al Campbell - Free Up Rasta
9. The Royals - Free Speech And Movement
10. Jimmy Riley - Nyah Bingi
11. Anthony Johnson - Dread Locks
12. Cornell Campbell - Press Along Natty
13. Pancho Alphonso - Never Give Up In A Babylon
14. Reggae George - Hold On To Jah
15. Al Campbell - Going The Wrong Way
16. Ronnie Davis - Got To Go Home
17. Barrington Levy - A Yah Weh Deh

### CD 2
1. Sugar Minott - The People Ought To Know
2. Give Thanks
3. Cornell Campbell - Jah Jah Give Us Love
4. Barry Brown - Natty Roots Man
5. Michael Palmer - Have Roots In Jah
6. Don Carlos - Praise Jah With Love And Affection
7. The Royals - If I Were You
8. Al Campbell - This Is A True True Love
9. Barry Brown - Jah Jah Love Everybody
10. Michael Prophet - Jah Love
11. Praise The Name Of Jah
12. Pancho Alphonso - Watches Over You
13. The Maytones - Jah Praise
14. Barry Brown - Give Thanks And Praise
15. Sugar Minott - So Many Things
16. The Royals - Peace And Love

### CD 3
1. Al Campbell - The Moment Of Truth
2. The Viceroys - Jah Oh Jah
3. The Maytones - Throw Down Your Arms
4. Pancho Alphonso - Never Get To Zion
5. Cornell Campbell - Fight Against Corruption
6. Ronnie Davis - No Weak Heart (Shall Enter Zion)
7. Barry Brown - Enter The Kingdom Of Zion
8. Barrington Levy - Captivity
9. Barry Brown - Lead Us Jah Jah
10. Jimmy Riley - Hard Headed Israelites
11. Al Campbell - Wicked A Go Feel It Now
12. Michael Prophet - Evil Doers
13. Barry Brown - Jah Jah Fire
14. The Maytones - Who Can't Hear Will Feel
15. Barrington Levy - Revelation
16. Winston Jarrett - Mash Down Babylon
17. Peter & Paul - Armagideon Time

## Külső hivatkozások
- https://web.archive.org/web/20071029203723/http://roots-archives.com/release/3749
- http://www.savagejaw.co.uk/trojan/trbcd022.htm Archiválva 2007. december 11-i dátummal a Wayback Machine-ben